# Żasułan Ałmasbajew
Żasułan Ałmasbajew (ur. 14 sierpnia 1980) – kazachski zapaśnik walczący w stylu klasycznym. Brązowy medal na mistrzostwach Azji w 2001. Wicemistrz Azji juniorów w 1999 roku.